# Letiště Sofie
Mezinárodní letiště Sofie (IATA: SOF, ICAO: LBSF, bulharsky Летище Сoфия) je největší letiště v Bulharsku. Nachází se 6,3 km východně od centra hlavního města Sofie. Je to domácí letiště bulharských vlajkových aerolinek Bulgaria Air, dále zde sídlí BH Air, Bulgarian Air Charter a letecké základny zde mají nízkonákladové společnosti Ryanair a Wizz Air. V roce 2015 poprvé přepravilo přes 4 000 000 cestujících, v roce 2016 to bylo necelých 5 milionů.

## Historie
Letiště bylo vystavěno koncem roku 1930. Během druhé světové války bylo využíváno pro vojenské účely. Civilní provoz byl zahájen až v roce 1947. Terminál 1 byl vystavěn za druhé světové války na návrh architekta Ivana Marangozova. V polovině 60. let minulého století se objevily první plány na modernizaci letiště. Mezi plány byl i návrh na výstavbu nového letiště, vzdáleného 70 km od Sofie.
Vláda ovšem rozhodla, že letiště zůstane na svém místě, ale bude značně rozšířeno. Rekonstrukce proběhla ovšem až v roce 1980. Opraven a rozšířen byl terminál, byla vybudována nová ranvej a nové pojezdové dráhy. Celkové náklady na rekonstrukci přesáhly 200 milionů Eur.

## Vybavení a vzhled
Na letišti je kontrolní věž s radarem, která navádí letadla na jednu ranvej. Stará ranvej slouží spíše jako pojezdová dráha, někdy na ní ovšem vzlétají soukromá letadla. Starší terminál 1 byl otevřen v roce 1921 a slouží spíše pro nízkonákladové letecké společnosti.
Terminál Sever 2 byl otevřen 27. prosince 2006. V novém terminálu je 38 odbavovacích přepážek a 7 leteckých bran.

## Galerie

Model nového terminálu na letišti
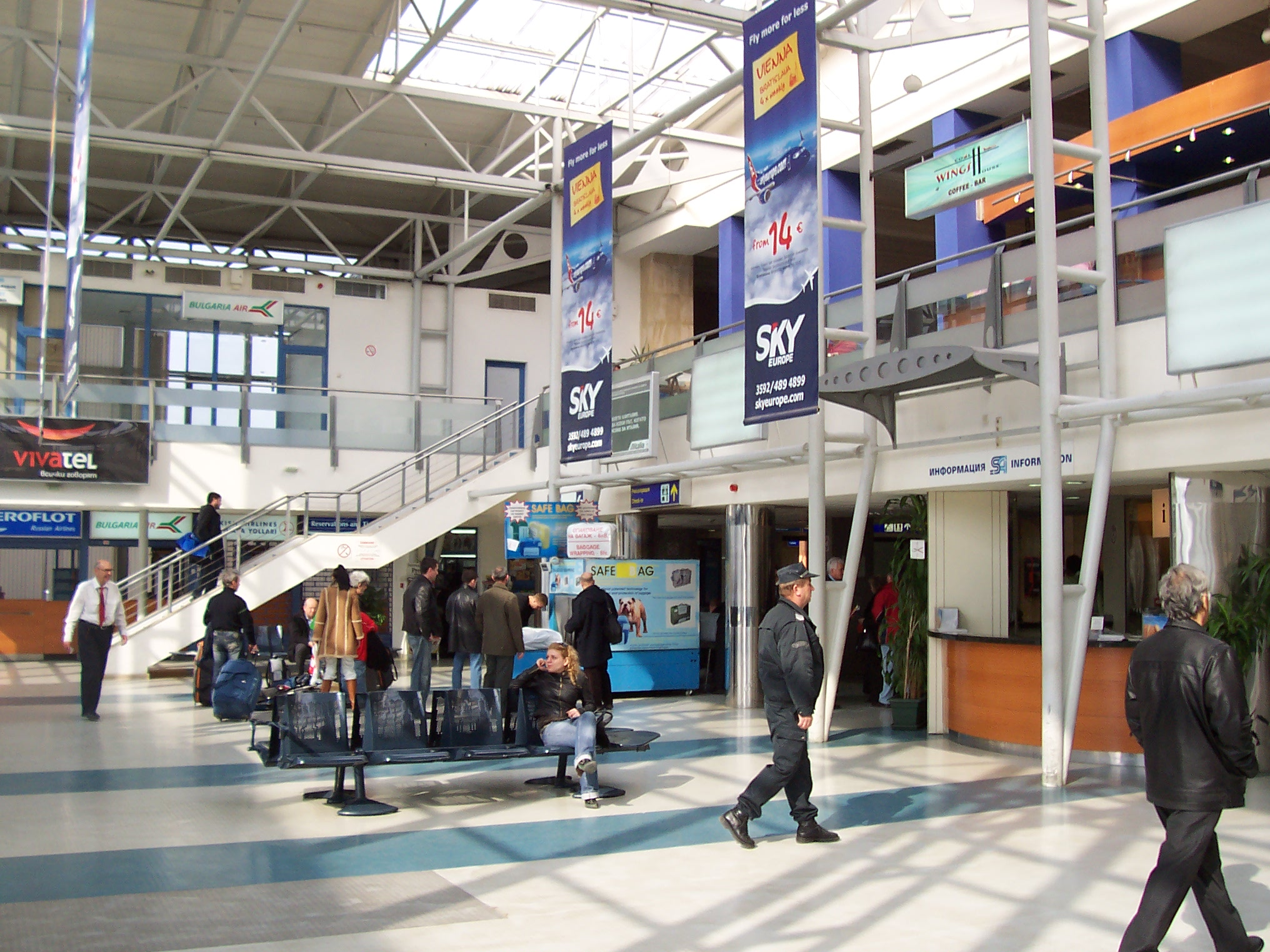
Interiér letiště
Logo letiště u terminálu 2